# Olympische Sommerspiele 1960/Teilnehmer (Australien)
| Gelbes Symbol für Goldmedaillen mit stilisierten Olympischen Ringen | Graues Symbol für Silbermedaillen mit stilisierten Olympischen Ringen | Braundes Symbol für Bronzemedaillen mit stilisierten Olympischen Ringen |
| ------------------------------------------------------------------- | --------------------------------------------------------------------- | ----------------------------------------------------------------------- |
| 8                                                                   | 8                                                                     | 6                                                                       |

Australien nahm an den Olympischen Sommerspielen 1960 in der italienischen Hauptstadt Rom mit einer Delegation von 189 Sportlern, 160 Männer und 29 Frauen, teil.
Seit 1896 war es die vierzehnte Teilnahme Australiens an Olympischen Sommerspielen.

## Flaggenträger
Alex Sturrock trug die Flagge Australiens während der Eröffnungsfeier im Olympiastadion.
Siehe auch → Liste der Flaggenträger der australischen Mannschaften bei Olympischen Spielen

## Medaillen
Mit acht gewonnenen Gold-, acht Silber- und sechs Bronzemedaillen belegte das australische Team Platz 5 im Medaillenspiegel.

### Gold
| Name                                           | Sportart       | Wettkampf                  |
| ---------------------------------------------- | -------------- | -------------------------- |
| Herb Elliott                                   | Leichtathletik | 1500 Meter                 |
| Lawrence Morgan                                | Reiten         | Vielseitigkeit, Einzel     |
| Lawrence Morgan, Neale Lavis und Bill Roycroft | Reiten         | Vielseitigkeit, Mannschaft |
| John Devitt                                    | Schwimmen      | 100 Meter Freistil         |
| Murray Rose                                    | Schwimmen      | 400 Meter Freistil         |
| John Konrads                                   | Schwimmen      | 1500 Meter Freistil        |
| David Theile                                   | Schwimmen      | 100 Meter Rücken           |
| Dawn Fraser                                    | Schwimmen      | Frauen, 100 Meter Freistil |

### Silber
| Name                                                               | Sportart       | Wettkampf                      |
| ------------------------------------------------------------------ | -------------- | ------------------------------ |
| Noel Freeman                                                       | Leichtathletik | 20 Kilometer Gehen             |
| Brenda Jones                                                       | Leichtathletik | Frauen, 800 Meter              |
| Neale Lavis                                                        | Reiten         | Vielseitigkeit, Einzel         |
| Neville Hayes                                                      | Schwimmen      | 200 Meter Schmetterling        |
| Murray Rose                                                        | Schwimmen      | 1500 Meter Freistil            |
| Terry Gathercole, Geoffrey Shipton, Neville Hayes und David Theile | Schwimmen      | 4 × 100 Meter Lagen            |
| Jan Andrew, Dawn Fraser, Rosemary Lassig und Marilyn Wilson        | Schwimmen      | Frauen, 4 × 100 Meter Lagen    |
| Alva Colquhoun, Dawn Fraser, Lorraine Crapp und Ilsa Konrads       | Schwimmen      | Frauen, 4 × 100 Meter Freistil |

### Bronze
| Name                                                     | Sportart       | Wettkampf                       |
| -------------------------------------------------------- | -------------- | ------------------------------- |
| Oliver Taylor                                            | Boxen          | Bantamgewicht                   |
| Anthony Madigan                                          | Boxen          | Halbschwergewicht               |
| Dave Power                                               | Leichtathletik | 10.000 Meter                    |
| John Konrads                                             | Schwimmen      | 400 Meter Freistil              |
| Jan Andrew                                               | Schwimmen      | Frauen, 100 Meter Schmetterling |
| John Devitt, David Dickson, John Konrads und Murray Rose | Schwimmen      | 4 × 200 Meter Freistil          |

## Teilnehmer nach Sportarten

### Boxen
- Rocco Gattellari
Fliegengewicht: 9. Platz

- Oliver Taylor
Bantamgewicht: Bronze

- Daniel Males
Federgewicht: 17. Platz

- Sidney Prior
Leichtgewicht: 33. Platz

- Gerald Freeman
Halbweltergewicht: 17. Platz

- John Duguid
Weltergewicht: 9. Platz

- John Bukowski
Halbmittelgewicht: 5. Platz

- Teifion Davies
Mittelgewicht: 9. Platz

- Anthony Madigan
Halbschwergewicht: Bronze

- Ronald Taylor
Schwergewicht: 9. Platz

### Fechten
- Brian McCowage
Florett, Einzel: Achtelfinale
Florett, Mannschaft: Vorrunde

- Ivan Lund
Florett, Einzel: Vorrunde
Degen, Mannschaft: Vorrunde

- Michael Sichel
Florett, Einzel: Vorrunde
Florett, Mannschaft: Vorrunde
Säbel, Einzel: Vorrunde

- Zoltan Okalyi
Florett, Mannschaft: Vorrunde

- David McKenzie
Florett, Mannschaft: Vorrunde

- Richard Stone
Degen, Einzel: Vorrunde
Degen, Mannschaft: Vorrunde

- Keith Hackshall
Degen, Einzel: Vorrunde
Degen, Mannschaft: Vorrunde
Säbel, Einzel: Vorrunde

- John Simpson
Degen, Einzel: Vorrunde
Degen, Mannschaft: Vorrunde

- John Douglas Humphreys
Degen, Mannschaft: Vorrunde

- Kathleen Baxter
Frauen, Florett, Einzel: Vorrunde

- Johanna Winter
Frauen, Florett, Einzel: Vorrunde

### Gewichtheben
- Alan Oshyer
Federgewicht: ??

- Neville Pery
Leichtgewicht: ??

- Daryl Cohen
Mittelgewicht: 17. Platz

- Donald Bayley
Mittelgewicht: ??

- Manoel Santos
Halbschwergewicht: ??

- Arthur Shannos
Schwergewicht: 9. Platz

- Cornel Wilczek
Schwergewicht: 11. Platz

### Hockey
- Herrenteam
6. Platz

- Kader
Barry Malcolm
Desmond Spackman
Donald Currie
Eric Pearce
Errol Bill
Gordon Pearce
Graham Wood
John McBryde
Julian Pearce
Kevin Carton
Louis Hailey
Mervyn Crossman
Michael Craig
Philip Pritchard
Raymond Evans

### Kanusport
- Phillip Coles
Einer-Kajak, 1000 Meter: Halbfinale
Einer-Kajak, 4 × 500 Meter: Halbfinale

- Dennis Green
Zweier-Kajak, 1000 Meter: Halbfinale
Einer-Kajak, 4 × 500 Meter: Halbfinale

- Barry Stuart
Zweier-Kajak, 1000 Meter: Halbfinale
Einer-Kajak, 4 × 500 Meter: Halbfinale

- Allan Livingstone
Einer-Kajak, 4 × 500 Meter: Halbfinale

- Adrian Powell
Einer-Canadier, 1000 Meter: Halbfinale

- Heidi Sager
Einer-Kajak, 500 Meter: Halbfinale
Zweier-Kajak, 500 Meter: Halbfinale

- Cynthia Nicholas
Zweier-Kajak, 500 Meter: Halbfinale

### Leichtathletik
- Dennis Tipping
100 Meter: Vorläufe
200 Meter: Vorläufe

- Kevan Gosper
400 Meter: Halbfinale

- Tony Blue
800 Meter: Halbfinale

- Herb Elliott
1500 Meter: Gold

- Albie Thomas
1500 Meter: Vorlauf
5000 Meter: 11. Platz

- Merv Lincoln
1500 Meter: Vorlauf

- Dave Power
5000 Meter: 5. Platz
10.000 Meter: Bronze

- Allan Lawrence
5000 Meter: Vorlauf
10.000 Meter: ??
Marathon: 54. Platz

- Ian Sinfield
Marathon: 43. Platz

- John Chittick
110 Meter Hürden: Vorläufe

- Noel Freeman
20 Kilometer Gehen: Silber 
50 Kilometer Gehen: ??

- Ronald Crawford
20 Kilometer Gehen: 11. Platz
50 Kilometer Gehen: ??

- Chilla Porter
Hochsprung: 27. Platz in der Qualifikation

- Ian Tomlinson
Weitsprung: 33. Platz in der Qualifikation
Dreisprung: 13. Platz

- John Baguley
Weitsprung: 36. Platz
Dreisprung: 9. Platz

- Bevyn Baker
Weitsprung: 45. Platz

- Warwick Selvey
Kugelstoßen: 15. Platz
Diskuswurf: 21. Platz

- Marlene Mathews-Willard
Frauen, 100 Meter: Halbfinale
Frauen, 200 Meter: Halbfinale
Frauen, 4 × 100 Meter: Vorläufe

- Patricia Duggan
Frauen, 100 Meter: Viertelfinale
Frauen, 100 Meter: Vorläufe
Frauen, 4 × 100 Meter: Vorläufe

- Betty Cuthbert
Frauen, 100 Meter: Viertelfinale

- Norma Croker-Fleming
Frauen, 200 Meter: Halbfinale
Frauen, 4 × 100 Meter: Vorläufe
Frauen, Weitsprung: 15. Platz

- Brenda Jones
Frauen, 800 Meter: Silber

- Dixie Willis
Frauen, 800 Meter: ??

- Norma Thrower
Frauen, 80 Meter Hürden: Halbfinale
Frauen, 4 × 100 Meter: Vorläufe

- Gloria Cooke-Wigney
Frauen, 80 Meter Hürden: Vorläufe

- Helen Frith
Frauen, Hochsprung: 6. Platz
Frauen, Weitsprung: 17. Platz

- Sylvia Mitchell
Frauen, Weitsprung: 23. Platz in der Qualifikation

- Anna Pazera
Frauen, Speerwurf: 6. Platz

### Moderner Fünfkampf
- Neville Sayers
Einzel: 31. Platz
Mannschaft: 14. Platz

- Hugh Doherty
Einzel 34. Platz
Mannschaft: 14. Platz

- Peter Macken
Einzel: 46. Platz
Mannschaft: 14. Platz

### Radsport
- Frank Brazier
Straßenrennen: 43. Platz
Mannschaftszeitfahren, Straße: 21. Platz
4000 Meter Mannschaftsverfolgung: Vorläufe

- Alan Grindal
Straßenrennen: 67. Platz
Mannschaftszeitfahren, Straße: 21. Platz

- Garry Jones
Straßenrennen: ??
Mannschaftszeitfahren, Straße: 21. Platz
4000 Meter Mannschaftsverfolgung: Vorläufe

- Robert Whetters
Straßenrennen: ??
4000 Meter Mannschaftsverfolgung: Vorläufe

- Warren Scarfe
Mannschaftszeitfahren, Straße: 21. Platz
4000 Meter Mannschaftsverfolgung: Vorläufe

- Ronald Baensch
Sprint: 4. Platz

- Ian Chapman
1000 Meter Zeitfahren: 5. Platz

- Ian Browne
Tandem: 9. Platz

- Geoff Smith
Tandem: 9. Platz

### Reiten
- Lawrence Morgan
Vielseitigkeit, Einzel: Gold 
Vielseitigkeit, Mannschaft: Gold

- Neale Lavis
Vielseitigkeit, Einzel: Silber 
Vielseitigkeit, Mannschaft: Gold

- Bill Roycroft
Vielseitigkeit, Einzel: 11. Platz
Vielseitigkeit, Mannschaft: Gold

- Brian Crago
Vielseitigkeit, Einzel: ??
Vielseitigkeit, Mannschaft: Gold

### Ringen
- Donald Cacas
Federgewicht, griechisch-römisch: 22. Platz

- Nicholas Stamulus
Leichtgewicht, griechisch-römisch: 17. Platz
Leichtgewicht, Freistil: 20. Platz

- Robert Clark
Weltergewicht, griechisch-römisch: 19. Platz
Weltergewicht, Freistil: 21. Platz

- Ronald Hunt
Mittelgewicht, griechisch-römisch: 15. Platz
Mittelgewicht, Freistil: 17. Platz

- Dieter Gröning
Fliegengewicht, Freistil: 13. Platz

- Geoffrey Jameson
Bantamgewicht, Freistil: 16. Platz

- Samuel Parker
Federgewicht, Freistil: 24. Platz

- Patrick Parsons
Halbschwergewicht, Freistil: 15. Platz

- Raymond Mitchell
Schwergewicht, Freistil: 13. Platz

### Rudern
- Ian Tutty
Doppelzweier: Halbfinale

- Kevyn Webb
Doppelzweier: Halbfinale

- Terence Davies
Zweier ohne Steuermann: Halbfinale

- John Hunt
Zweier ohne Steuermann: Halbfinale

- Paul Guest
Zweier mit Steuermann: Halbfinale

- Walter Howell
Zweier mit Steuermann: Halbfinale

- Ian Johnston
Zweier mit Steuermann: Halbfinale

- Peter Gillon
Vierer ohne Steuermann: Halbfinale

- Peter Guest
Vierer ohne Steuermann: Halbfinale

- James Jelbart
Vierer ohne Steuermann: Halbfinale

- Brian Vear
Vierer ohne Steuermann: Halbfinale

- Mick Allan
Vierer mit Steuermann: 5. Platz

- Maxwell Annett
Vierer mit Steuermann: 5. Platz

- John Hudson
Vierer mit Steuermann: 5. Platz

- Peter Waddington
Vierer mit Steuermann: 5. Platz

- Lionel Robberds
Vierer mit Steuermann: 5. Platz

- Alexander Cunningham
Achter: Halbfinale

- Berry Durston
Achter: Halbfinale

- Albert Francis
Achter: Halbfinale

- Maxwell Gamble
Achter: Halbfinale

- Geoffrey Hale
Achter: Halbfinale

- John Ledder
Achter: Halbfinale

- Roger Ninham
Achter: Halbfinale

- John Rosser
Achter: Halbfinale

- Terrence Scook
Achter: Halbfinale

### Schießen
- Michael Papps
Schnellfeuerpistole: 31. Platz

- Neville Sayers
Schnellfeuerpistole: 43. Platz

- John Tremelling
Freie Scheibenpistole: 21. Platz

- Rodney Johnson
Freie Scheibenpistole: 32. Platz

- Donald Cecil Tolhurst
Freies Gewehr Dreistellungskampf: 31. Platz
Kleinkaliber Dreistellungskampf: 27. Platz
Kleinkaliber liegend: 38. Platz

- John Holt
Freies Gewehr Dreistellungskampf: 34. Platz

- Norman Rule
Kleinkaliber Dreistellungskampf: 45. Platz
Kleinkaliber liegend: 47. Platz

### Schwimmen
- John Devitt
100 Meter Freistil: Gold 
4 × 200 Meter Freistil: Bronze

- John Henricks
100 Meter Freistil: Halbfinale

- Murray Rose
400 Meter Freistil: Gold 
1500 Meter Freistil: Silber 
4 × 200 Meter Freistil: Bronze

- John Konrads
400 Meter Freistil: Bronze 
1500 Meter Freistil: Gold 
4 × 200 Meter Freistil: Bronze

- David Dickson
4 × 200 Meter Freistil: Bronze

- John Rigby
4 × 200 Meter Freistil: Bronze

- Allan Wood
4 × 200 Meter Freistil: Bronze

- David Theile
100 Meter Rücken: Gold 
4 × 100 Meter Lagen: Silber

- John Monckton
100 Meter Rücken: 7. Platz

- Terry Gathercole
200 Meter Brust: 6. Platz
4 × 100 Meter Lagen: Silber

- William Burton
200 Meter Brust: Vorläufe
4 × 100 Meter Lagen: Silber

- Neville Hayes
200 Meter Schmetterling: Silber 
4 × 100 Meter Lagen: Silber

- Kevin Berry
200 Meter Schmetterling: 6. Platz
4 × 100 Meter Lagen: Silber

- Geoff Shipton
4 × 100 Meter Lagen: Silber

- Julian Carroll
4 × 100 Meter Lagen: Silber

- Dawn Fraser
Frauen, 100 Meter Freistil: Gold 
Frauen, 400 Meter Freistil: 5. Platz
Frauen, 4 × 100 Meter Freistil: Silber 
Frauen, 4 × 100 Meter Lagen: Silber

- Ilsa Konrads
Frauen, 100 Meter Freistil: Halbfinale
Frauen, 400 Meter Freistil: 4. Platz
Frauen, 4 × 100 Meter Freistil: Silber

- Lorraine Crapp
Frauen, 4 × 100 Meter Freistil: Silber

- Alva Colquhoun
Frauen, 4 × 100 Meter Freistil: Silber

- Sandra Morgan
Frauen, 4 × 100 Meter Freistil: Silber

- Ruth Everuss
Frauen, 4 × 100 Meter Freistil: Silber

- Marilyn Wilson
Frauen, 100 Meter Rücken: Vorläufe
Frauen, 4 × 100 Meter Lagen: Silber

- Gerganiya Beckitt
Frauen, 100 Meter Rücken: Vorläufe
Frauen, 4 × 100 Meter Lagen: Silber

- Rosemary Lassig
Frauen, 200 Meter Brust: Vorläufe
Frauen, 4 × 100 Meter Lagen: Silber

- Janet Hogan
Frauen, 200 Meter Brust: Vorläufe

- Jan Andrew
Frauen, 100 Meter Schmetterling: Bronze 
Frauen, 4 × 100 Meter Lagen: Silber

### Segeln
- Ronald Jenyns
Finn-Dinghi: 4. Platz

- Robert French
Star: 18. Platz

- Jack Downey
Star: 18. Platz

- Harold Brooke
Drachen: 11. Platz

- Alan Cain
Drachen: 11. Platz

- John Malcolm Coon
Drachen: 11. Platz

- Rolly Tasker
Flying Dutchman: 18. Platz

- Ian Palmer
Flying Dutchman: 18. Platz

- Jock Sturrock
5,5-m-R-Klasse: 10. Platz

- David Bingham
5,5-m-R-Klasse: 10. Platz

- Ernest Wagstaff
5,5-m-R-Klasse: 10. Platz

### Turnen
- Benjamin de Roo
Einzelmehrkampf: 113. Platz
Boden: 104. Platz
Pferdsprung: 116. Platz
Barren: 105. Platz
Reck: 110. Platz
Ringe: 106. Platz
Seitpferd: 117. Platz

- Graham Bond
Einzelmehrkampf: 115. Platz
Boden: 118. Platz
Pferdsprung: 125. Platz
Barren: 115. Platz
Reck: 65. Platz
Ringe: 102. Platz
Seitpferd: 118. Platz

- Kaye Breadsell
Einzelmehrkampf: 100. Platz
Boden: 89. Platz
Pferdsprung: 117. Platz
Stufenbarren: 82. Platz
Schwebebalken: 102. Platz

- Val Roberts
Einzelmehrkampf: 111. Platz
Boden: 120. Platz
Pferdsprung: 120. Platz
Stufenbarren: 118. Platz
Schwebebalken: 99. Platz

### Wasserball
- Herrenteam
13. Platz

- Kader
Michael Withers
Graeme Sherman
Keith Whitehead
John O’Brien
Edward Pierce
Richard Thornett
Tom Hoad
Allan Charleston
Keith Wiegard
Desmond Clark

### Wasserspringen
- Graham Deuble
Kunstspringen, 3-Meter-Brett: 16. Platz

- Kenneth Crotty
Kunstspringen, 3-Meter-Brett: 27. Platz

- Barry Holmes
Turmspringen: 27. Platz

- Susan Knight
Frauen, Kunstspringen, 3-Meter-Brett: 12. Platz
Frauen, Turmspringen: 18. Platz